# Merten (Moselle)
Pour les articles homonymes, voir Merten.
Merten est une commune française, limitrophe de la Sarre, située dans le département de la Moselle en région Grand Est.
Elle est localisée dans les régions naturelles du pays de Nied et du Warndt, ainsi que dans le bassin de vie de la Moselle-Est. Ses habitants sont appelés les Mertenois en français et les Méertener en francique.

## Géographie
Le village de Merten se situe en pays de Nied ainsi que dans une large vallée du Warndt, à quelques centaines de mètres seulement de la frontière franco-allemande, ou plus précisément entre la Moselle et la Sarre. La localité sarroise voisine est Bisten, Sarrelouis se situe à 12 kilomètres de Merten. Le petit village de Bibling est une annexe de la commune.

### Hydrographie

#### Réseau hydrographique
La commune est située dans le bassin versant du Rhin au sein du bassin Rhin-Meuse. Elle est drainée par la Bisten, le ruisseau de la Forge, le ruisseau le Grossbach, le ruisseau le Raubach, le ruisseau le Weisbach, le fossé Schneiderwiesgraben et le ruisseau de Glockenhoff.
La Bisten, d'une longueur totale de 15,8 km en France, est une rivière franco-allemande qui prend sa source dans la commune de Bisten-en-Lorraine et conflue avec la Sarre, en rive gauche, à Wadgassen, en Allemagne.

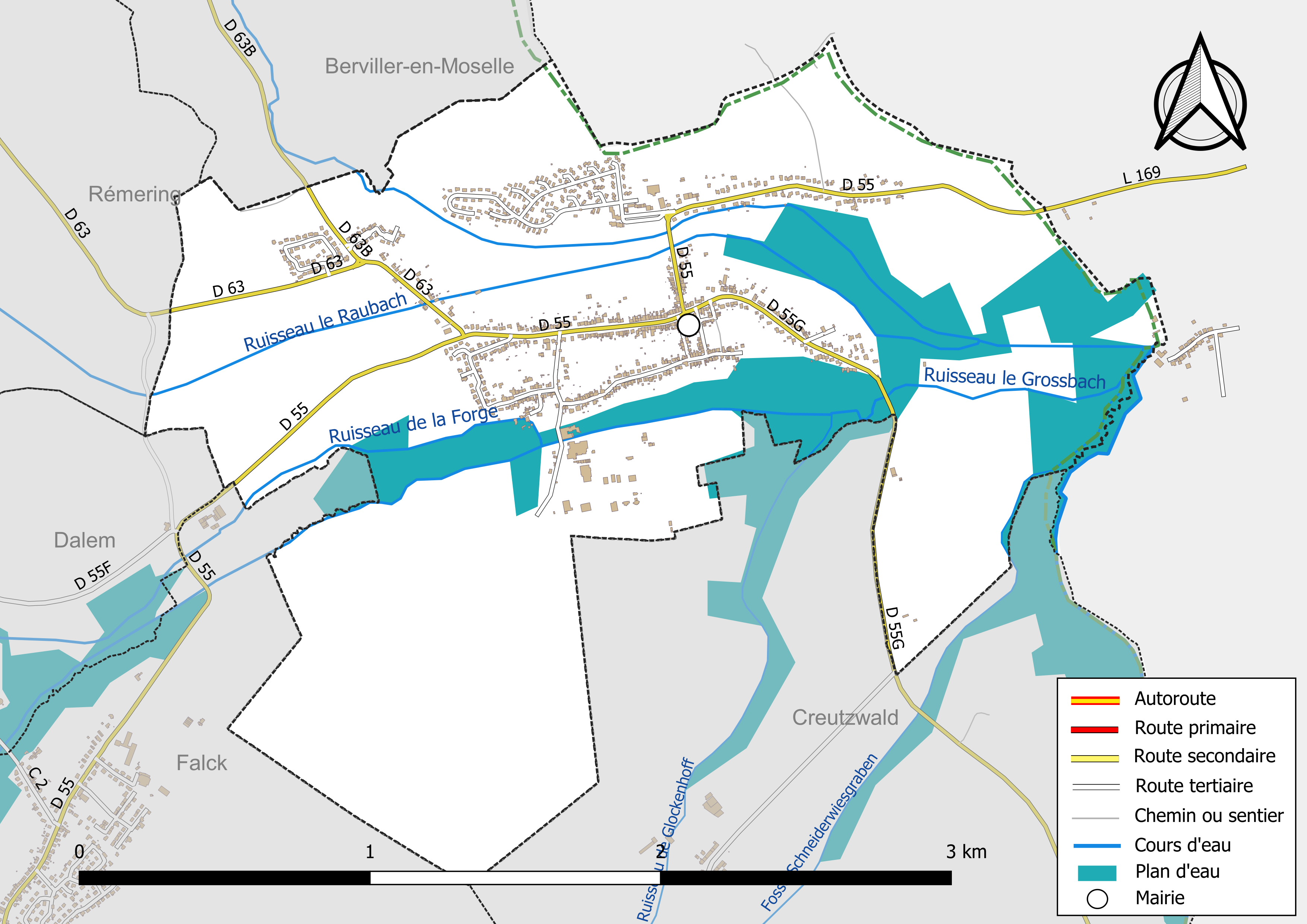
Réseaux hydrographique et routier de Merten.

#### Gestion et qualité des eaux
Le territoire communal est couvert par le schéma d'aménagement et de gestion des eaux (SAGE) « Bassin Houiller ». Ce document de planification, dont le territoire est approximativement délimité par un triangle formé par les villes de Creutzwald, Faulquemont et Forbach, d'une superficie de 576 km2, a été approuvé le 27 octobre 2017. La structure porteuse de l'élaboration et de la mise en œuvre est la région Grand Est. Il définit sur son territoire les objectifs généraux d’utilisation, de mise en valeur et de protection quantitative et qualitative des ressources en eau superficielle et souterraine, en respect des objectifs de qualité définis dans le SDAGE  du Bassin Rhin-Meuse.
La qualité des eaux des principaux cours d’eau de la commune, notamment de la Bisten, peut être consultée sur un site dédié géré par les agences de l’eau et l’Agence française pour la biodiversité.

## Communes limitrophes
| Rémering | Berviller-en-Moselle |                       |
| Dalem    | Merten               | Überherrn (Allemagne) |
| Falck    | Creutzwald           |                       |

## Urbanisme

### Typologie
Au 1er janvier 2024, Merten est catégorisée bourg rural, selon la nouvelle grille communale de densité à sept niveaux définie par l'Insee en 2022.
Elle est située hors unité urbaine et hors attraction des villes,.

### Occupation des sols
L'occupation des sols de la commune, telle qu'elle ressort de la base de données européenne d’occupation biophysique des sols Corine Land Cover (CLC), est marquée par l'importance des territoires agricoles (31,5 % en 2018), en diminution par rapport à 1990 (34 %). La répartition détaillée en 2018 est la suivante : 
forêts (26,9 %), zones agricoles hétérogènes (24,4 %), zones humides intérieures (23,1 %), zones urbanisées (18,5 %), terres arables (7,1 %). L'évolution de l’occupation des sols de la commune et de ses infrastructures peut être observée sur les différentes représentations cartographiques du territoire : la carte de Cassini (XVIIIe siècle), la carte d'état-major (1820-1866) et les cartes ou photos aériennes de l'IGN pour la période actuelle (1950 à aujourd'hui).

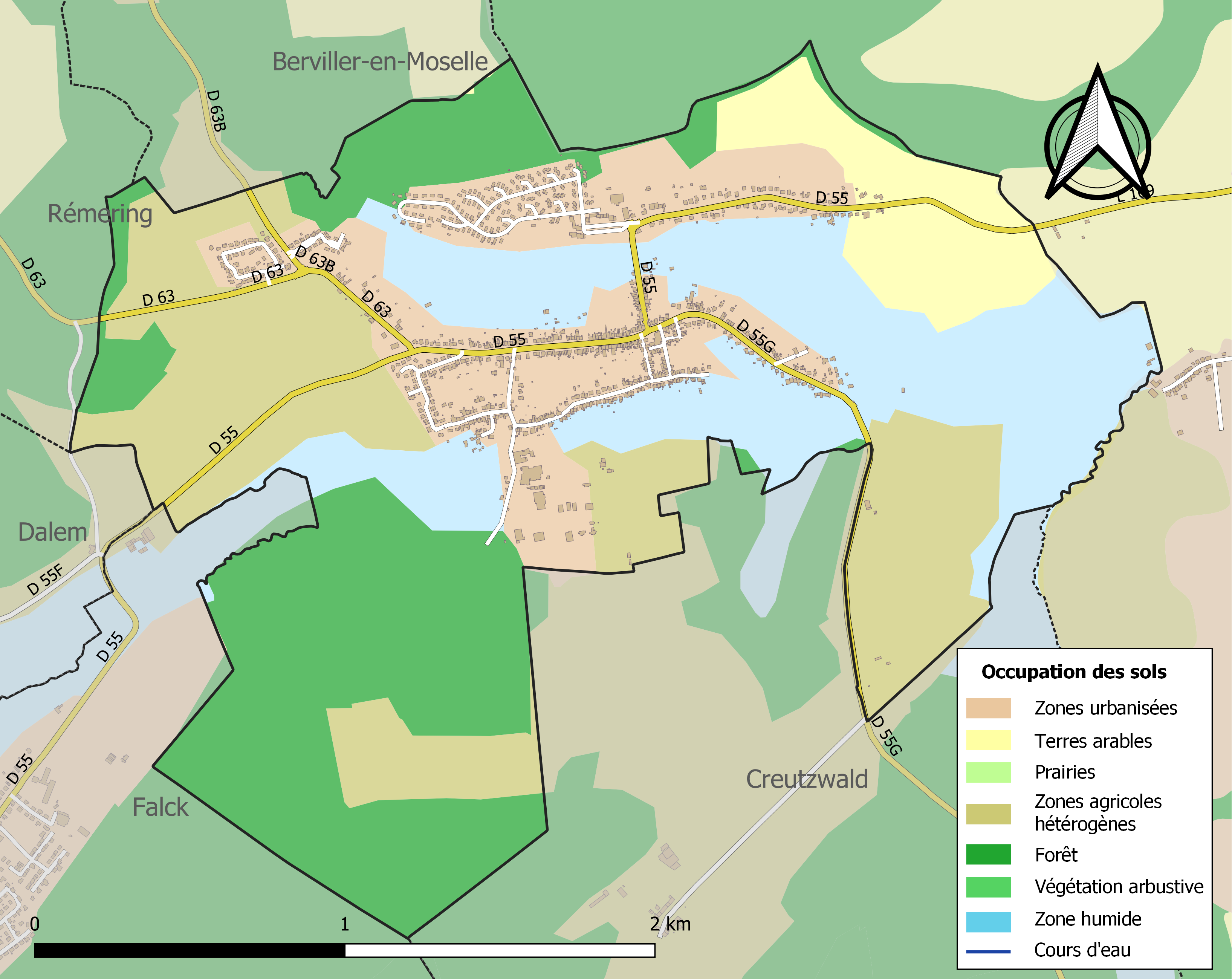
Carte des infrastructures et de l'occupation des sols de la commune en 2018 (CLC).

## Toponymie

### Merten
- Mortem (1479), Moerten (1507), Mertena (1544), Morten (1594), Myrten (XVIIe siècle), Meurten (1681), Merthen (1779)[9].
- Méerten en francique lorrain.
- Surnom sur les habitants : die Klepperer (ceux qui aiment la bagarre)[10].

### Bibling
- Biblingen (1211)[10], Bubelingen (1365)[9], Bublingen (1594)[9], Biebling (sans date). En allemand : Büblingen[9].

## Histoire
Le nom de la localité dériverait de celui de Rosmerta, déesse gallo-romaine de la fertilité et de l'abondance.
Dépendait de l'ancienne province de Lorraine. Incorporé à la Prusse en 1815 (traité de Paris), revint à la France en 1827 à la suite de la déclaration du 11 juin de cette année.
Le village voisin de Villing devient annexe de la commune entre 1974 et 1981, date du rétablissement de son statut de commune indépendante.

## Héraldique
| Blason de Merten | Blason  | D'azur au cavalier à l'anguipède posé sur un chapiteau mouvant de la pointe, le tout d'argent; au chef du même chargé d'un tronc de chêne, feuillé et fruité de sinople posé en fasce. |
| Blason de Merten | Détails | Le statut officiel du blason reste à déterminer. |

## Politique et administration
| Période                                  | Période      | Identité            | Étiquette | Qualité |
| ---------------------------------------- | ------------ | ------------------- | --------- | ------- |
| mars 1989                                | mars 2008    | Rémy Knaff          | SE        |         |
| mars 2008                                | mai 2020     | Gaston Lauer        | SE        |         |
| mai 2020                                 | octobre 2022 | Joëlle Hoffmann     |           |         |
| octobre 2022                             | en cours     | Rachel Ercker-Sesko | DLF       |         |
| Les données manquantes sont à compléter. |              |                     |           |         |

## Démographie
L'évolution du nombre d'habitants est connue à travers les recensements de la population effectués dans la commune depuis 1800. Pour les communes de moins de 10 000 habitants, une enquête de recensement portant sur toute la population est réalisée tous les cinq ans, les populations de référence des années intermédiaires étant quant à elles estimées par interpolation ou extrapolation. Pour la commune, le premier recensement exhaustif entrant dans le cadre du nouveau dispositif a été réalisé en 2006.

En 2022, la commune comptait 1 450 habitants, en évolution de −4,42 % par rapport à 2016 (Moselle : +0,52 %, France hors Mayotte : +2,11 %).
| 1800 | 1806 | 1821 | 1836 | 1841 | 1861 | 1866 | 1871 | 1875 |
| ---- | ---- | ---- | ---- | ---- | ---- | ---- | ---- | ---- |
| 682  | 648  | 684  | 909  | 897  | 899  | 861  | 767  | 722  |

| 1880 | 1885 | 1890 | 1895 | 1900 | 1905 | 1910 | 1921 | 1926 |
| ---- | ---- | ---- | ---- | ---- | ---- | ---- | ---- | ---- |
| 665  | 663  | 699  | 730  | 706  | 815  | 842  | 936  | 948  |

| 1931 | 1936 | 1946 | 1954 | 1962  | 1968  | 1975  | 1982  | 1990  |
| ---- | ---- | ---- | ---- | ----- | ----- | ----- | ----- | ----- |
| 939  | 988  | 760  | 937  | 1 133 | 1 467 | 2 863 | 1 668 | 1 598 |

| 1999  | 2006  | 2011  | 2016  | 2021  | 2022  | - | - | - |
| ----- | ----- | ----- | ----- | ----- | ----- | - | - | - |
| 1 594 | 1 480 | 1 547 | 1 517 | 1 460 | 1 450 | - | - | - |

## Lieux et monuments
- Vestiges gallo-romains : autel avec fragments de sculpture représentant Apollon, Minerve, Junon, Hercule.
- La fameuse "colonne de Merten " (13 m), trouvée en 1878, est aujourd'hui conservée aux Musées de Metz ; une réplique un peu plus petite que l'original, a été placée à Metz à l'extrémité de la rue Serpenoise et au début de la place de la République à Metz, servant communément de point de rendez-vous aux citadins.
- Église Notre-Dame 1955, par Bercier. Durant la période de Noël, le chœur de l'église sert de cadre à une impressionnante crèche, attirant tous les ans de nombreux visiteurs. L'illumination, la musique et la mise en marche des différentes scènes est possible grâce à un peu de monnaie.

## Personnalités liées à la commune
- Jean Kiffer, maire d'Amnéville de 1965 à 2011. Député de 1973 à 1978, de 1988 à 1997.